# 1426
سنة 1426 كانت سنة بسيطة تبدأ يوم الثلاثاء (الرابط يظهر نموذج التقويم الكامل للسنة) من التقويم اليولياني.

## أحداث
13 أغسطس - جيش المسلمين يرجع إلي القاهرة بعد نجاحه في غزو وافتتاح قبرص التي كانت معقل لبقايا الصليبين، ومعهم 3700 أسير صليبي منهم الملك الإفرنجي القبرصي جانوس وأمراؤه.

## مواليد
- سانتي بنتيفوليو

## وفيات
- الناصر أحمد بن الأشرف إسماعيل - ثامن ملوك الدولة الرسولية